# Dicke Eiche (Niedereimer)
Die dicke Eiche in Niedereimer war ein ungewöhnlich großer und alter Eichenbaum im Wald bei Niedereimer (heute Stadt Arnsberg). Er wurde bereits im 19. Jahrhundert auf ausdrücklichen königlichen Befehl unter Schutz gestellt und war beliebtes Ausflugsziel, ehe er 1923 wahrscheinlich durch Brandstiftung zerstört wurde. 

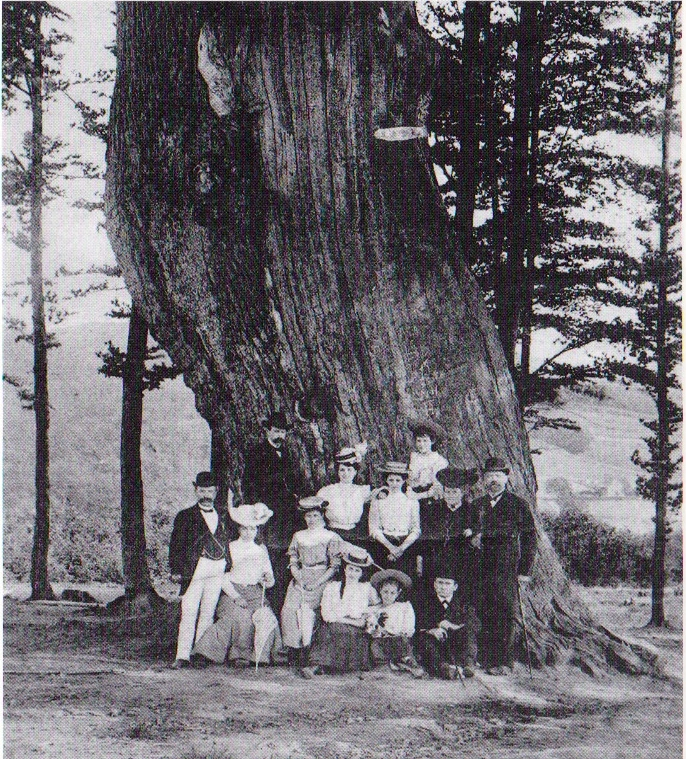
Fotografie um 1910

Dicke Niedereimer Eiche im Wappen der ehemaligen Gemeinde Niedereimer

## Geschichte
Im Zuge der Markenteilung wurde 1822 eine Vermessung des fraglichen Gebietes vorgenommen. Es ging darum, die Rechte der Anwohner und des Forstfiskus gegeneinander abzugrenzen. Dabei wurde, soweit bekannt, auch die Eiche erstmals vom zuständigen Vermesser ausführlicher beschrieben. Allerdings soll der Baum bereits seit dem 16. Jahrhundert wegen seiner ungewöhnlichen Größe als „Dicke Eiche“ bekannt gewesen sein. Das im nahen Obereimer ansässige preußische Forstamt nahm eine Vermessung des Baumes vor. Der Forstmeister kann auf eine Menge von 64 Festmetern potentiellen Nutzholzes und 20 Festmetern Derbholzes in Form von Ästen und Zweigen. Beim Abschluss der Markenteilung 1844 wurde ausdrücklich festgelegt, dass der Baum zwar im Eigentum der beerbten Dorfbewohner verbleiben sollte, aber nicht beschädigt oder gar gefällt werden dürfte. Sollte dies trotzdem passieren, drohte eine Konventionalstrafe von 100 Talern, die an die Armen des Ortes gehen sollte. Der Zutritt für Besucher musste gewährleistet sein, und rund um den Baum hatte eine Fläche freigehalten zu werden. In einer Spezialteilung 1855 wurde der Schutz des Baumes ausdrücklich vertraglich bekräftigt und die Pflicht einer Zuwegung ergänzt. Bereits 1853 hatte König Friedrich Wilhelm IV., der zum ersten Mal verschiedene Orte im ehemaligen Herzogtum Westfalen besuchte, zusammen mit dem späteren König Wilhelm I. und Otto von Bismarck auch den Baum besucht. Nach der Rückkehr nach Berlin wurde der Maler Wilhelm Klein beauftragt, ein Bild des Baums anzufertigen. Seit dem königlichen Besuch wurde die Eiche auch „Königseiche“ genannt, obwohl sich die Bezeichnung nicht durchsetzen konnte. Um den Baum vor einer Zerstörung zu bewahren, kaufte der König dem Besitzer den Baum durch die Übertragung von zehn Morgen Wald ab. 
In den folgenden Jahrzehnten wurde der Baum Ziel zahlreicher Besucher. Die Waldbesitzer waren über den Besucherandrang nicht begeistert, da die umliegenden Bäume geschädigt und das Wild vertrieben wurden. In den 1870er Jahren zeigten sich erste Verfallserscheinungen an dem Baum. Im Jahr 1875 wurde vergeblich versucht, den Baum zu fällen. Daraufhin setzte ein juristisches Verfahren ein, das durch drei Instanzen bis an das Obertribunalgericht in Berlin ging. Infolgedessen wurde der Verursacher zu einer Konventionalstrafe von 500 Talern verurteilt. 
Ein naturwissenschaftlicher Bericht von 1898 schätzte das Alter auf 820 Jahre. Im Jahr 1904 wurde das Alter mit etwa 700 Jahre angegeben. Danach hatte die Eiche einen Umfang von 9 m und gabelte sich in einer Höhe von 6,5 m in zwei Hälften. Die eine Hälfte war 6,5 m hoch und hatte einen mittleren Durchmesser von 1,6 m. Die zweite Hälfte war 8 m hoch und hatte einen mittleren Durchmesser von 1,3 m. Die Gesamthöhe betrug 21 m. 
Um 1913 wurden erste Höhlungen im Stamm sichtbar. Zu kostspieligen Erhaltungsmaßnahmen kam es während des Ersten Weltkrieges nicht. Die Höhlung wurde schließlich so groß, dass in ihr 24 Kinder Platz fanden. Die Eiche verfiel in den folgenden Jahren immer mehr. Am Ende blieb nur noch ein Baumstumpf mit wenigen Ästen über. Aber noch 1923 wurde sie zu den dicksten Eichen in Deutschland neben einem Baum bei Ratibor und einem bei Ibbenbüren gezählt. Wahrscheinlich durch Brandstiftung wurde der Baum am 23. August 1923 bis auf wenige Überreste durch Brand zerstört. Eine ausgesetzte Belohnung führte nicht zur Ergreifung des Täters. Die Eiche zierte auch das 1959 verliehene Gemeindewappen.